# Puchar Karaibów w piłce nożnej 2007
Puchar Karaibów 2007 – czternasta edycja turnieju piłkarskiego o miano najlepszej reprezentacji zrzeszonej w Caribbean Football Union, jednej z podstref konfederacji CONCACAF. Turniej rozegrano w Trynidadzie i Tobago w dniach 12–23 stycznia 2007.
Trynidad i Tobago jako gospodarz, miał zapewniony udział w turnieju finałowym, a pozostałych uczestników wyłoniono w eliminacjach. Cztery najlepsze zespoły kwalifikowały się do Złotego Pucharu CONCACAF 2007. Haiti ostatecznie wygrało turniej, mimo iż musiało zakwalifikować się do finałów przez grę w play-offach. Haiti w finale pokonało ośmiokrotnego mistrza i gospodarzy Trynidad i Tobago. Gwadelupa była niespodzianką turnieju zajmując czwarte miejsce i po raz pierwszy kwalifikując się do Złotego Pucharu CONCACAF. Kuba kontynuowała swój rozwój w regionie, kończąc na trzecim miejscu.

## Eliminacje
Do eliminacji zgłosiły się 24 reprezentacje. Trynidad i Tobago jako gospodarz turnieju został zwolniony z obowiązku przechodzenia przez eliminacje.

### Pierwsza runda eliminacyjna
Dwa najlepsze zespoły z każdej grupy awansowały do drugiej rundy eliminacji.

#### Grupa A
Mecze rozgrywano w Antylach Holenderskich
| Zespół              | Pkt | M | W | R | P | Br+ | Br− | +/− |
| ------------------- | --- | - | - | - | - | --- | --- | --- |
| Gujana              | 9   | 3 | 3 | 0 | 0 | 11  | 0   | +11 |
| Surinam             | 6   | 3 | 2 | 0 | 1 | 2   | 5   | -3  |
| Grenada             | 1   | 3 | 0 | 1 | 2 | 2   | 3   | -1  |
| Antyle Holenderskie | 1   | 3 | 0 | 1 | 2 | 1   | 7   | -6  |

| 6 września 2006 | Surinam | 0 : 5(0:3) | Gujana · 4' Richardson · 15', 73' Codrington · 42' Jerome · 90' Abrams | Ergilio Hato Stadium, Willemstad Sędzia: Rudolph Angela |
|                 |         |            |                                                                        |                                                         |

| 6 września 2006 | Antyle Holenderskie · Maria 1' | 1 : 1(1:0) | Grenada · 52' Rennie | Ergilio Hato Stadium, Willemstad Sędzia: Willy Minyetty |
|                 |                                |            |                      |                                                         |

| 8 września 2006 | Surinam · Kinsaine 35' | 1 : 0(1:0) | Grenada | Ergilio Hato Stadium, Willemstad Sędzia: Lee Davis |
|                 |                        |            |         |                                                    |

| 8 września 2006 | Antyle Holenderskie | 0 : 5(0:1) | Gujana · 35', 58' Codrington · 64' Bishop · 84' Abrams · 89' Jerome | Ergilio Hato Stadium, Willemstad Sędzia: Felix Suazo |
|                 |                     |            |                                                                     |                                                      |

| 10 września 2006 | Grenada | 0 : 1(0:0) | Gujana · 46' Bishop | Ergilio Hato Stadium, Willemstad Sędzia: Rudolph Angela |
|                  |         |            |                     |                                                         |

| 10 września 2006 | Antyle Holenderskie | 0 : 1(0:1) | Surinam · 4' Grootfaam | Ergilio Hato Stadium, Willemstad Sędzia: Felix Suazo |
|                  |                     |            |                        |                                                      |

Źródło: 

#### Grupa B
Mecze rozgrywano w Antigui i Barbudzie
| Zespół              | Pkt | M | W | R | P | Br+ | Br− | +/− |
| ------------------- | --- | - | - | - | - | --- | --- | --- |
| Barbados            | 7   | 3 | 2 | 1 | 0 | 11  | 3   | +8  |
| Antigua i Barbuda   | 6   | 3 | 2 | 0 | 1 | 7   | 6   | +1  |
| Saint Kitts i Nevis | 4   | 3 | 1 | 1 | 1 | 7   | 3   | +4  |
| Anguilla            | 0   | 3 | 0 | 0 | 3 | 5   | 18  | -15 |

| 20 września 2006 | Barbados · Ifill 42' | 1 : 1(1:0) | Saint Kitts i Nevis · 60' Harris | Antigua Recreation Ground, Saint John’s Sędzia: Courtney Campbell |
|                  |                      |            |                                  |                                                                   |

| 20 września 2006 | Antigua i Barbuda · Byers 8' (k), 16', 71' (k) · Thomas 29' · Constant 90+2' | 5 : 3(3:1) | Anguilla · 13' St. Hillaire · 51' Assent · 90+1' O’Connor | Antigua Recreation Ground, Saint John’s Sędzia: Enrico Wijngaarde |
|                  |                                                                              |            |                                                           |                                                                   |

| 22 września 2006 | Anguilla · O’Connor 20' | 1 : 6(1:2) | Saint Kitts i Nevis · 14', 68', 79' Isaac · 30', 47' Lake · 81' Francis | Antigua Recreation Ground, Saint John’s Sędzia: George Phillips |
|                  |                         |            |                                                                         |                                                                 |

| 22 września 2006 | Antigua i Barbuda · Byers 16' | 1 : 3(0:1) | Barbados · 47' Williams · 56' McCammon · 89' Lovell | Antigua Recreation Ground, Saint John’s Sędzia: Hillaren Frederick |
|                  |                               |            |                                                     |                                                                    |

| 24 września 2006 | Antigua i Barbuda · Constant 76' | 1 : 0(0:0) | Saint Kitts i Nevis · 46' Bishop | Antigua Recreation Ground, Saint John’s Sędzia: Enrico Wijngaard |
|                  |                                  |            |                                  |                                                                  |

| 24 września 2006 | Antyle Holenderskie · McCammon 35', 50', 87' · Ifill 40', 58', 84' · Niblett 75' | 7 : 1(2:0) | Surinam · 48' Connor | Antigua Recreation Ground, Saint John’s Sędzia: Courtney Campbell |
|                  |                                                                                  |            |                      |                                                                   |

Źródło: 

#### Grupa C
Mecze rozgrywano na Wyspach Dziewiczych Stanów Zjednoczonych
| Zespół                               | Pkt | M | W | R | P | Br+ | Br− | +/− |
| ------------------------------------ | --- | - | - | - | - | --- | --- | --- |
| Bermudy                              | 9   | 3 | 3 | 0 | 0 | 12  | 1   | +11 |
| Dominikana                           | 6   | 3 | 2 | 0 | 1 | 10  | 4   | +6  |
| Wyspy Dziewicze Stanów Zjednoczonych | 3   | 3 | 1 | 0 | 2 | 4   | 12  | -8  |
| Brytyjskie Wyspy Dziewicze           | 0   | 3 | 0 | 0 | 3 | 0   | 9   | -9  |

| 27 września 2006 | Dominikana | 3 : 0 wo. | Brytyjskie Wyspy Dziewicze | Lionel Roberts Park, Charlotte Amalie |
|                  |            |           |                            |                                       |

| 27 września 2006 | Wyspy Dziewicze Stanów Zjednoczonych | 0 : 6(0:4) | Bermudy · 1', 36' Steede · 31', 54' Coddington · 38' Nusum · 89' Jennings | Lionel Roberts Park, Charlotte Amalie Sędzia: Royon Small |
|                  |                                      |            |                                                                           |                                                           |

| 29 września 2006 | Wyspy Dziewicze Stanów Zjednoczonych | 3 : 0 wo. | Brytyjskie Wyspy Dziewicze | Lionel Roberts Park, Charlotte Amalie |
|                  |                                      |           |                            |                                       |

| 29 września 2006 | Bermudy · Zuill 25' · Cox 48' · Steede 53' | 3 : 1(1:0) | Dominikana · 85' Faña | Lionel Roberts Park, Charlotte Amalie |
|                  |                                            |            |                       |                                       |

| 1 października 2006 | Bermudy | 3 : 0 wo. | Brytyjskie Wyspy Dziewicze | Lionel Roberts Park, Charlotte Amalie |
|                     |         |           |                            |                                       |

| 1 października 2006 | Wyspy Dziewicze Stanów Zjednoczonych · Pierre 5' | 1 : 6(1:2) | Dominikana · 14' Corporán · 25', 55', 82', 87' Faña · 89' Rodríguez | Lionel Roberts Park, Charlotte Amalie Sędzia: Lee Travis |
|                     |                                                  |            |                                                                     |                                                          |

1. 1 2 3   Brytyjskie Wyspy Dziewicze wycofały się z eliminacji. Wszystkim drużynom w grupie przyznano walkower w spotkaniach przeciwko Bryt. Wyspami Dziewiczymi.

Źródło: 

#### Grupa D
Mecze rozgrywano na Jamajkce
| Zespół                    | Pkt | M | W | R | P | Br+ | Br− | +/− |
| ------------------------- | --- | - | - | - | - | --- | --- | --- |
| Haiti                     | 6   | 3 | 2 | 0 | 1 | 11  | 3   | +8  |
| Saint Vincent i Grenadyny | 6   | 3 | 2 | 0 | 1 | 10  | 5   | +5  |
| Jamajka                   | 6   | 3 | 2 | 0 | 1 | 7   | 2   | +5  |
| Saint Lucia               | 0   | 3 | 0 | 0 | 3 | 1   | 19  | -18 |

| 27 września 2006 | Haiti · Mayard 48' · Fritzson 84' · Pierre 79' · Gracien 90+2' | 4 : 0(0:0) | Saint Vincent i Grenadyny | Independence Park, Kingston Sędzia: Mark Forde |
|                  |                                                                |            |                           |                                                |

| 27 września 2006 | Jamajka · Smith 3' · Lamey 22', 36' · Phillips 30' | 4 : 0(4:0) | Saint Lucia | Independence Park, Kingston Sędzia: Atilio Tamayo |
|                  |                                                    |            |             |                                                   |

| 29 września 2006 | Saint Lucia · Valcin 90+3' (k) | 1 : 7(0:4) | Haiti · 4', 13' Jamil · 17', 82' Fritzson · 42' Chéry · 63' Noël · 80' Mayard | Independence Park, Kingston |
|                  |                                |            |                                                                               |                             |

| 29 września 2006 | Jamajka · Dean 73' | 1 : 2(0:0) | Saint Vincent i Grenadyny · 49' John · 70' Velox | Independence Park, Kingston |
|                  |                    |            |                                                  |                             |

| 1 października 2006 | Saint Vincent i Grenadyny · Douglas 11' · Samuel 25', 42', 56', 76', 90+3' · John 52' · Haynes 84' | 8 : 0(3:0) | Saint Lucia | Independence Park, Kingston Sędzia: Atilio Tamayo |
|                     | |            |             |                                                   |

| 1 października 2006 | Jamajka · Smith 9' · Dawkins 31' | 2 : 0(2:0) | Haiti | Independence Park, Kingston Sędzia: Neal Brizan |
|                     |                                  |            |       |                                                 |

Źródło: 

#### Grupa E
Mecze rozgrywano na Kubie
| Zespół         | Pkt | M | W | R | P | Br+ | Br− | +/− |
| -------------- | --- | - | - | - | - | --- | --- | --- |
| Kuba           | 9   | 3 | 3 | 0 | 0 | 19  | 0   | +19 |
| Bahamy         | 6   | 3 | 2 | 0 | 1 | 6   | 9   | -3  |
| Turks i Caicos | 3   | 3 | 1 | 0 | 2 | 4   | 9   | -5  |
| Kajmany        | 0   | 3 | 0 | 0 | 3 | 1   | 12  | -11 |

| 2 września 2006 | Bahamy · Rivers 6' (sam.) · Moseley 35' · Thompson 80' | 3 : 1(2:0) | Kajmany · 76' Whittaker | Estadio Pedro Marrero, Hawana Sędzia: Victor Stewart |
|                 |                                                        |            |                         |                                                      |

| 2 września 2006 | Kuba · Alonso 5' · Arencibia 19' · Alcántara 20', 60', 75' · Ocaña 86' | 6 : 0(3:0) | Turks i Caicos | Estadio Pedro Marrero, Hawana Sędzia: Courtney Campbell |
|                 |                                                                        |            |                |                                                         |

| 4 września 2006 | Kajmany | 0 : 2(0:1) | Turks i Caicos · 14' Glinton · 72' Fleuriot | Estadio Pedro Marrero, Hawana Sędzia: Howard Stennett |
|                 |         |            |                                             |                                                       |

| 4 września 2006 | Kuba · Alcántara 22', 50', 63' · Colomé 30' (k) · Ocaña 40' · Martínez 42' | 6 : 0(4:0) | Bahamy | Estadio Pedro Marrero, Hawana Sędzia: Peter Prendergast |
|                 |                                                                            |            |        |                                                         |

| 6 września 2006 | Turks i Caicos · Glinton 51', 72' | 2 : 3(3:0) | Bahamy · 59' Nassies · 63' Hall · 87' Jean | Estadio Pedro Marrero, Hawana Sędzia: Courtney Campbell |
|                 |                                   |            |                                            |                                                         |

| 6 września 2006 | Kuba · Alcántara 6' · Ocaña 10', 34' · Martínez 44', 57' · Colomé 80' · Muñoz 83' | 7 : 0(4:0) | Kajmany | Estadio Pedro Marrero, Hawana Sędzia: Victor Stewart |
|                 |                                                                                   |            |         |                                                      |

Źródło: 

#### Grupa F
Mecze rozgrywano w Gwadelupie
| Zespół       | Pkt | M | W | R | P | Br+ | Br− | +/− |
| ------------ | --- | - | - | - | - | --- | --- | --- |
| Gwadelupa    | 9   | 3 | 3 | 0 | 0 | 6   | 0   | +6  |
| Martynika    | 6   | 3 | 2 | 0 | 1 | 5   | 4   | +1  |
| Sint Maarten | 1   | 3 | 0 | 1 | 2 | 0   | 2   | -2  |
| Dominika     | 1   | 3 | 0 | 1 | 2 | 0   | 5   | -5  |

| 20 września 2006 | Gwadelupa · Lambourde 75' | 1 : 0(0:0) | Sint Maarten | Stade René Serge Nabajoth, Les Abymes Sędzia: Martin Charles |
|                  |                           |            |              |                                                              |

| 20 września 2006 | Dominika | 0 : 4(0:2) | Martynika · 23' (k) Meslien · 43' Du Fornier · 63' Sourava · 85' Saint Louis | Stade René Serge Nabajoth, Les Abymes Sędzia: Francis Fanus |
|                  |          |            |                                                                              |                                                             |

| 22 września 2006 | Martynika · Vaton 18' | 1 : 0(1:0) | Sint Maarten | Stade René Serge Nabajoth, Les Abymes Sędzia: Gilles Arthur |
|                  |                       |            |              |                                                             |

| 22 września 2006 | Gwadelupa · Mocka 88' | 1 : 0(0:0) | Dominika | Stade René Serge Nabajoth, Les Abymes Sędzia: Brian Willet |
|                  |                       |            |          |                                                            |

| 24 września 2006 | Dominika | 0 : 0 | Sint Maarten | Stade René Serge Nabajoth, Les Abymes Sędzia: Brian Willet |
|                  |          |       |              |                                                            |

| 24 września 2006 | Gwadelupa · Gotin 27', 60' · Vertot 54' · Mocka 80' | 4 : 0(1:0) | Martynika | Stade René Serge Nabajoth, Les Abymes Sędzia: Charles Martin |
|                  |                                                     |            |           |                                                              |

Źródło: 

### Druga Runda eliminacyjna
Dwa najlepsze zespoły z każdej grupy awansowały do turnieju mistrzowskiego. Zespoły z trzecich miejsc grały między sobą baraż.

#### Grupa G
Mecze rozgrywano w Barbadosie
| Zespół                    | Pkt | M | W | R | P | Br+ | Br− | +/− |
| ------------------------- | --- | - | - | - | - | --- | --- | --- |
| Barbados                  | 7   | 3 | 2 | 1 | 0 | 6   | 2   | +4  |
| Saint Vincent i Grenadyny | 6   | 3 | 2 | 0 | 1 | 6   | 5   | +1  |
| Bermudy                   | 4   | 3 | 1 | 1 | 1 | 5   | 4   | +1  |
| Bahamy                    | 0   | 3 | 0 | 0 | 3 | 3   | 9   | -6  |

| 19 listopada 2006 | Bermudy | 0 : 3(0:0) | Saint Vincent i Grenadyny · 58' James · 68', 77' Samuel | Stadion Narodowy, Saint Michael |
|                   |         |            |                                                         |                                 |

| 19 listopada 2006 | Barbados · Forde 38' · Skinner 44' | 2 : 1(2:0) | Bahamy · 76' (k) Jean | Stadion Narodowy, Saint Michael |
|                   |                                    |            |                       |                                 |

| 21 listopada 2006 | Bahamy | 0 : 4(0:3) | Bermudy · 6', 28' Smith · 11' Nusum · 87' Steede | Stadion Narodowy, Saint Michael |
|                   |        |            |                                                  |                                 |

| 21 listopada 2006 | Barbados · James 16' · Forde 34' · Ifill 60' | 3 : 0(2:0) | Saint Vincent i Grenadyny | Stadion Narodowy, Saint Michael |
|                   |                                              |            |                           |                                 |

| 23 listopada 2006 | Bahamy · Christie 55' · Moseley 65' | 2 : 3(0:0) | Saint Vincent i Grenadyny · 56', 61' Samuel · 80' Charles | Stadion Narodowy, Saint Michael |
|                   |                                     |            |                                                           |                                 |

| 23 listopada 2006 | Barbados · Ifill 4' | 1 : 1(1:1) | Bermudy · 42' Nusum | Stadion Narodowy, Saint Michael |
|                   |                     |            |                     |                                 |

Źródło: 

#### Grupa H
Mecze rozgrywano w Gujanie
| Zespół            | Pkt | M | W | R | P | Br+ | Br− | +/− |
| ----------------- | --- | - | - | - | - | --- | --- | --- |
| Gujana            | 9   | 3 | 3 | 0 | 0 | 13  | 2   | +11 |
| Gwadelupa         | 6   | 3 | 2 | 0 | 1 | 8   | 4   | +4  |
| Dominikana        | 3   | 3 | 1 | 0 | 2 | 2   | 7   | -2  |
| Antigua i Barbuda | 0   | 3 | 0 | 0 | 3 | 1   | 11  | -10 |

| 24 listopada 2006 | Dominikana | 0 : 3(0:0) | Gwadelupa · 85' Angloma · 88' Mocka · 90' Phaan | Bourda, Georgetown |
|                   |            |            |                                                 |                    |

| 24 listopada 2006 | Gujana · Richardson 3', 12' · Jerome 35', 54' · Codrington 75' · McKinnon 76' | 6 : 0(3:0) | Antigua i Barbuda | Bourda, Georgetown |
|                   |                                                                               |            |                   |                    |

| 26 listopada 2006 | Dominikana · Severino 70' (k) · Batista 81' | 2 : 0(0:0) | Antigua i Barbuda | Bourda, Georgetown |
|                   |                                             |            |                   |                    |

| 26 listopada 2006 | Gujana · Codrington 22', 68' · Richardson 25' | 3 : 2(2:0) | Gwadelupa · 60', 86' Mocka | Bourda, Georgetown |
|                   |                                               |            |                            |                    |

| 28 listopada 2006 | Antigua i Barbuda · Constant 45' | 1 : 3(1:1) | Gwadelupa · 1', 72' Gavarin · 31' Lambourde | Bourda, Georgetown |
|                   |                                  |            |                                             |                    |

| 28 listopada 2006 | Gujana · Richardson 45' · Jerome 50' · Codrington 57' (k) · Hercules 80' | 4 : 0(1:0) | Dominikana | Bourda, Georgetown |
|                   |                                                                          |            |            |                    |

Źródło: 

#### Grupa I
Mecze rozgrywano w Martynice
| Zespół    | Pkt | M | W | R | P | Br+ | Br− | +/− |
| --------- | --- | - | - | - | - | --- | --- | --- |
| Kuba      | 7   | 3 | 2 | 1 | 0 | 5   | 2   | +3  |
| Martynika | 7   | 3 | 2 | 1 | 0 | 2   | 0   | +2  |
| Haiti     | 1   | 3 | 0 | 1 | 2 | 2   | 4   | -2  |
| Surinam   | 1   | 3 | 0 | 1 | 2 | 2   | 5   | -3  |

| 8 listopada 2006 | Haiti · Fritzon 87' | 1 : 2(0:1) | Kuba · 20' Molina · 77' Moré | Stade d’Honneur de Dillon, Fort-de-France Sędzia: Victor Stewart |
|                  |                     |            |                              |                                                                  |

| 8 listopada 2006 | Martynika · Audel 61' | 1 : 0(0:0) | Surinam | Stade d’Honneur de Dillon, Fort-de-France Sędzia: Royon Small |
|                  |                       |            |         |                                                               |

| 10 listopada 2006 | Kuba · Oropesa 4', 27' · Valencia 40' (k) | 3 : 1(3:0) | Surinam · 90' Aroepa | Stade d’Honneur de Dillon, Fort-de-France Sędzia: Howard Stennett |
|                   |                                           |            |                      |                                                                   |

| 10 listopada 2006 | Martynika · Bullet 3' | 1 : 0(1:0) | Haiti | Stade d’Honneur de Dillon, Fort-de-France Sędzia: Timothy H. Wood |
|                   |                       |            |       |                                                                   |

| 12 listopada 2006 | Haiti · Jamil 78' (k) | 1 : 1(0:0) | Surinam · 75' Sastrodimedjo | Stade d’Honneur de Dillon, Fort-de-France |
|                   |                       |            |                             |                                           |

| 12 listopada 2006 | Martynika | 0 : 0 | Kuba | Stade d’Honneur de Dillon, Fort-de-France |
|                   |           |       |      |                                           |

Źródło: 

### Baraże
Dominikana wycofała się z baraży. Haiti i Bermudy rozegrały baraże systemem mecz i rewanż. Baraż rozegrano w Trynidadzie i Tobago.
| 7 stycznia 2007 | Haiti · Cadet 9' · Lormera 72' | 2 : 0(1:0) | Bermudy | Ato Boldon Stadium, Couva, Trynidad i Tobago |
|                 |                                |            |         |                                              |

| 9 stycznia 2007 | Bermudy | 0 : 3(0:1) | Haiti · 25', 90+2' Cadet · 63' Boucicaut | Ato Boldon Stadium, Couva, Trynidad i Tobago |
|                 |         |            |                                          |                                              |

Źródło: 

## Turniej finałowy
Legenda:
| Awans do półfinału |

### Grupa A
| Zespół            | Pkt | M | W | R | P | Br+ | Br− | +/− |
| ----------------- | --- | - | - | - | - | --- | --- | --- |
| Trynidad i Tobago | 7   | 3 | 2 | 1 | 0 | 9   | 3   | +6  |
| Haiti             | 6   | 3 | 2 | 0 | 1 | 4   | 3   | +1  |
| Martynika         | 3   | 3 | 1 | 0 | 2 | 4   | 8   | -4  |
| Barbados          | 1   | 3 | 0 | 1 | 2 | 3   | 6   | -3  |

| 12 stycznia 2007 | Trynidad i Tobago · Glasgow 31' | 1 : 1(1:0) | Barbados · 66' Harvey | Hasely Crawford Stadium, Port-of-Spain Widzów: 8 000 |
|                  |                                 |            |                       |                                                      |

| 12 stycznia 2007 | Haiti · Fucien 12' | 1 : 0(0:0) | Martynika | Hasely Crawford Stadium, Port-of-Spain Widzów: 8 000 Sędzia: Courtney Campbell |
|                  |                    |            |           |                                                                                |

| 15 stycznia 2007 | Haiti · Boucicaut 54' · Lormera 90+1' | 2 : 0(0:0) | Barbados | Hasely Crawford Stadium, Port-of-Spain |
|                  |                                       |            |          |                                        |

| 15 stycznia 2007 | Trynidad i Tobago · Roberts 3' · Baptiste 36', 75' (k) · Glasgow 47', 83' | 5 : 1(2:1) | Martynika · 16' Bullet | Hasely Crawford Stadium, Port-of-Spain |
|                  |                                                                           |            |                        |                                        |

| 17 stycznia 2007 | Barbados · Harvey 27' · Soares 42' | 2 : 3(2:3) | Martynika · 8' Percin · 19' Clementia · 32' Germany | Hasely Crawford Stadium, Port-of-Spain Widzów: 8 500 Sędzia: Javier Jauregua |
|                  |                                    |            |                                                     |                                                                              |

| 17 stycznia 2007 | Trynidad i Tobago · Jemmot 14' · Glasgow 66', 85' | 3 : 1(1:0) | Haiti · 54' Fucien | Hasely Crawford Stadium, Port-of-Spain Widzów: 8 500 Sędzia: Courtney Campbell |
|                  |                                                   |            |                    |                                                                                |

### Grupa B
| Zespół                    | Pkt | M | W | R | P | Br+ | Br− | +/− |
| ------------------------- | --- | - | - | - | - | --- | --- | --- |
| Gwadelupa                 | 6   | 3 | 2 | 0 | 1 | 6   | 5   | +1  |
| Kuba                      | 4   | 3 | 1 | 1 | 1 | 4   | 2   | +2  |
| Gujana                    | 4   | 3 | 1 | 1 | 1 | 4   | 5   | -1  |
| Saint Vincent i Grenadyny | 3   | 3 | 1 | 0 | 2 | 2   | 4   | -2  |

| 14 stycznia 2007 | Kuba · Alonso 68' | 1 : 2(0:1) | Gwadelupa · 29' Bizasène · 85' Angloma | Manny Ramjohn Stadium, Marabella |
|                  |                   |            |                                        |                                  |

| 14 stycznia 2007 | Gujana | 0 : 2(0:1) | Saint Vincent i Grenadyny · 4' Samuel · 86' Glynn | Manny Ramjohn Stadium, Marabella |
|                  |        |            |                                                   |                                  |

| 16 stycznia 2007 | Gwadelupa · Loizeau 45+2' · Lambourde 54' · Raddas 87' (k) | 3 : 4(1:1) | Gujana · 23' (k), 59' (k), 81' Codrington · 65' Lowe | Manny Ramjohn Stadium, Marabella |
|                  |                                                            |            |                                                      |                                  |

| 16 stycznia 2007 | Kuba · Moré 26', 58' · Duarte 89' | 3 : 0(1:0) | Saint Vincent i Grenadyny | Manny Ramjohn Stadium, Marabella |
|                  |                                   |            |                           |                                  |

| 18 stycznia 2007 | Kuba | 0 : 0 | Gujana | Manny Ramjohn Stadium, Marabella |
|                  |      |       |        |                                  |

| 18 stycznia 2007 | Saint Vincent i Grenadyny | 0 : 1(0:1) | Gwadelupa · 14' Mocka | Manny Ramjohn Stadium, Marabella |
|                  |                           |            |                       |                                  |

## Półfinały
| 20 stycznia 2007 | Gwadelupa · Lambourde 83' | 1 : 3(0:0) | Haiti · 56' Cadet · 66' Fucien · 76' Fritzon | Hasely Crawford Stadium, Port-of-Spain Sędzia: Roberto Moreno |
|                  |                           |            |                                              |                                                               |

| 20 stycznia 2007 | Trynidad i Tobago · Molina 41' (sam.) · Glasgow 57' · Theobald 73' | 3 : 1(1:0) | Kuba · 76' Duarte | Hasely Crawford Stadium, Port-of-Spain |
|                  |                                                                    |            |                   |                                        |

## Mecz o 3. miejsce
| 23 stycznia 2007 | Kuba · Cervantes 24', 48' | 2 : 1(1:0) | Gwadelupa · 52' Raddas | Hasely Crawford Stadium, Port-of-Spain Sędzia: Neal Brizan |
|                  |                           |            |                        |                                                            |

## Finał
| 23 stycznia 2007 | Trynidad i Tobago · Daniel 66' | 1 : 2(0:1) | Haiti · 23' Boucicaut · 52' Fucien | Hasely Crawford Stadium, Port-of-Spain Sędzia: Roberto Moreno |
|                  |                                |            |                                    |                                                               |